# 素直になれなくて (菅原紗由理の曲)
「素直になれなくて」（すなおになれなくて）は、菅原紗由理の3作目のシングル。2010年5月19日にフォーライフミュージックエンタテイメントよりリリースされた。

## 収録内容
1. 素直になれなくて [4:42] 
作詞：中嶋ユキノ、作曲・編曲：Sin
  - フジテレビ系ドラマ「素直になれなくて hard to say i love you」挿入歌
2. Stay with you [4:23] 
作詞：加藤哉子・菅原紗由理、作曲・編曲：Sin
3. GLOW [4:23] 
作詞：加藤哉子・菅原紗由理、作曲：アイニ、編曲：アイニ
4. 素直になれなくて（instrumental）
5. Stay with you（instrumental）
6. GLOW（instrumental）